# يان ميرتنز (لاعب كرة قدم)
يان ميرتنز هو لاعب كرة قدم بلجيكي في مركز الوسط، ولد في 12 يناير 1995 في دفيل (بلجيكا) في بلجيكا. لعب مع كيه في ميخيلين ولوميل يونايتد.

## وصلات خارجية
- يان ميرتنز (لاعب كرة قدم) على موقع قاعدة بيانات كرة القدم.إي يو (الإنجليزية)
- يان ميرتنز (لاعب كرة قدم) على موقع Soccerway.com (الإنجليزية)